# Cromatografie pe strat subțire

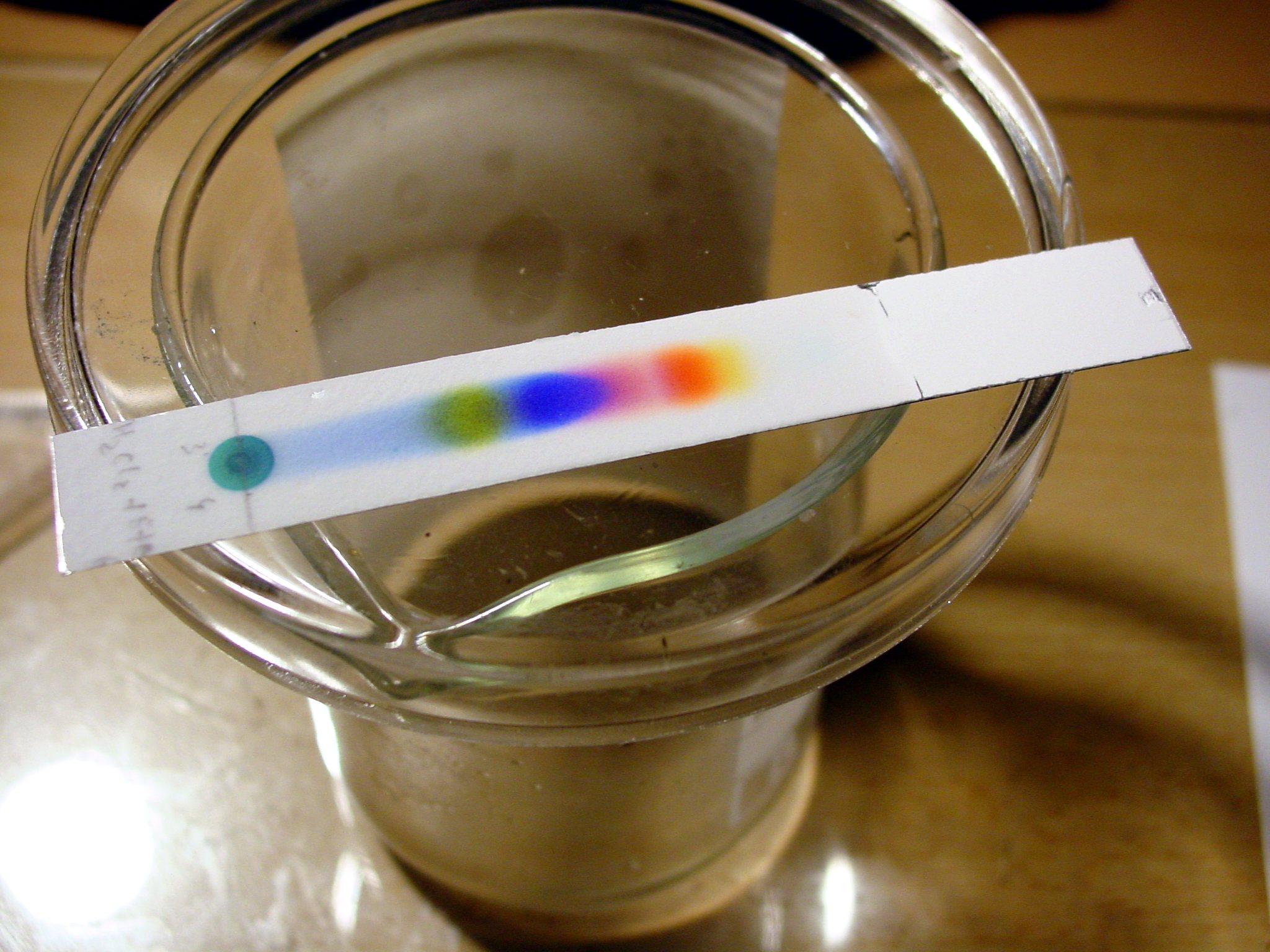
Separarea cernelii negre prin tehnica cromatografiei pe strat subțire

Cromatografia pe strat subțire, câteodată denumită și cromatografie în strat subțire (cu acronimul TLC, din engleză Thin-layer chromatography) este o metodă de separare de tipul cromatografiei, folosită pentru separarea unor amestecuri nevolatile. Cromatografia pe strat subțire se realizează cu ajutorul unei bucăți mici de hârtie sau plastic, care conține un strat subțire de material adsorbant, de obicei silica gel, oxid de aluminiu (alumină) sau celuloză. 

## Metodă
Acest strat subțire de material adsorbant este numit faza staționară, deoarece este componentul imobil al sistemului. După aplicarea substanței de analizat pe placă, materialul va adsoarbe ceea ce se numește faza mobilă, adică solventul (sau amestecul de solvenți) care a fost ales. Solventul va urca în placă cu ajutorul capilarității. Întrucât diferiții componenți ai amestecului de analizat se deplasează cu viteze difere pe placa cromatografică, se obține separarea acestora.